# Asplenium huawuense
Asplenium huawuense är en svartbräkenväxtart som beskrevs av Z. R. Wang, Ronald Louis Leo Viane och Y. X. Lin. Asplenium huawuense ingår i släktet Asplenium och familjen Aspleniaceae. Inga underarter finns listade.